# راپار
راپار (به انگلیسی: Rapar) یک منطقهٔ مسکونی در هند است که در Rapar Taluka واقع شده‌است. راپار ۶۰٬۰۰۰ نفر جمعیت دارد و ۷۹ متر بالاتر از سطح دریا واقع شده‌است.